# اوسترووو (پوژارواتس)
اوسترووو (به صربی: Ostrovo) یک منطقهٔ مسکونی در صربستان است که در ناحیه برانیچوو واقع شده‌است. اوسترووو ۶۸۵ نفر جمعیت دارد.